# Premi Cóndor de Plata a la millor opera prima
El Premi Còndor de Plata a la millor opera prima és un dels guardons lliurats anualment per l'Asociación de Cronistas Cinematográficos de la Argentina a la primera obra d’un director.
Fou lliurat per primera vegada en el 18è lliurament dels Premis Còndor de Plata, del 1963.

## Pel·lícules
| Any  | Pel·lícula                          | Director                               |
| ---- | ----------------------------------- | -------------------------------------- |
| 2020 | Las buenas intenciones              | Ana García Blaya                       |
| 2019 | Familia sumergida La cama           | María Alché Mónica Lairana             |
| 2018 | La novia del desierto               | Cecilia Atán i Valeria Pivato          |
| 2017 | La noche                            | Edgardo Castro                         |
| 2016 | Ciencias naturales La Salada        | Matías Lucchesi Juan Martín Hsu        |
| 2015 | Los dueños                          | Agustín Toscano i Ezequiel Raduzky     |
| 2014 | Por un tiempo                       | Gustavo Garzón                         |
| 2013 | El último Elvis                     | Armando Bó Jr                          |
| 2012 | El estudiante                       | Santiago Mitre                         |
| 2011 | Rompecabezas                        | Natalia Smirnoff                       |
| 2010 | El asaltante                        | Pablo Fendrik                          |
| 2009 | Cordero de Dios                     | Lucía Cedrón                           |
| 2008 | Las mantenidas sin sueños           | Vera Fogwill                           |
| 2007 | El custodio                         | Rodrigo Moreno                         |
| 2006 | Señora Beba                         | Jorge Gaggero                          |
| 2005 | Buena vida-Delivery                 | Leonardo Di Cesare                     |
| 2004 | Bar El Chino                        | Daniel Burak                           |
| 2003 | Herencia                            | Paula Hernández                        |
| 2002 | La Ciénaga                          | Lucrecia Martel                        |
| 2001 | Felicidades                         | Lucho Bender                           |
| 2000 | Mundo grúa                          | Pablo Trapero                          |
| 1999 | Pizza, birra, faso                  | Bruno Stagnaro i Israel Adrián Caetano |
| 1998 | La vida según Muriel                | Eduardo Milewicz                       |
| 1997 | Sotto Voce Rapado                   | Mario Levín Martín Rejtman             |
| 1996 | Patrón                              | Jorge Rocca                            |
| 1994 | Tango feroz: la leyenda de Tanguito | Marcelo Piñeyro                        |
| 1992 | Después de la tormenta              | Tristán Bauer                          |
| 1990 | Los espíritus patrióticos           | María Victoria Menis i Pablo Nisenson  |
| 1989 | La deuda interna                    | Miguel Pereira                         |
| 1987 | La película del rey                 | Carlos Sorín                           |
| 1985 | Evita, quien quiera oír que oiga    | Eduardo Mignogna                       |
| 1982 | Momentos                            | María Luisa Bemberg                    |
| 1963 | La cifra impar                      | Manuel Antín                           |